# Artakama
Artakama (fl. i. e. 324) perzsa nemes hölgy volt, az ókori egyiptomi ptolemaida dinasztia első uralkodójának, I. Ptolemaiosznak a második felesége.

## Élete
Artakama Artabazosz fríg királynak, II. Artaxerxész és Strateira fiának volt a lánya. Apja Daszküleion szatrapája volt III. Artaxerxész és III. Dareiosz alatt, majd Baktria szatrapája III. Alexandrosz (Nagy Sándor) alatt. Artakama anyja valószínűleg Artabazosz egyetlen ismert felesége, az i. e. 340-es évek végén, 330-as évek elején perzsa szolgálatban álló Rhodoszi Memnón és Rhodoszi Mentór tábornokok testvére volt, akinek neve nem maradt fenn.
Artakama i. e. 324 áprilisában, a szúzai menyegzőn ment feleségül Ptolemaioszhoz, Alexandrosz parancsára. Nem sokkal később számos makedón és görög tiszt is perzsa feleséget választott. Artakamát ezután történelmi szövegek nem említik többé, Ptolemaiosz valószínűleg elhagyta, mikor Alexandrosz halála után Babilonból Egyiptomba ment (eltérően barátjától, I. Szeleukosz Nikatórtól, aki maga mellett tartotta perzsa feleségét, Apamát, akivel együtt a szeleukida dinasztia ősei, valamint egy dinasztikus házasságnak köszönhetően a késői ptolemaida uralkodók ősei is lettek). Artakamát Plutarkhosz Apamának hívja (Eum. 18.1), de ez valószínűleg téves. Ptolemaiosznak és Artakamának közös gyermeke nem ismert.

## Fordítás
- Ez a szócikk részben vagy egészben  az   Artakama című angol Wikipédia-szócikk ezen változatának fordításán alapul.  Az eredeti cikk szerkesztőit annak laptörténete sorolja fel. Ez a jelzés csupán a megfogalmazás eredetét és a szerzői jogokat jelzi, nem szolgál a cikkben szereplő információk forrásmegjelöléseként.

## Külső hivatkozások
- Genealógia